# Geckolepis maculata
Geckolepis maculata är en ödleart som beskrevs av Peters 1880. Geckolepis maculata ingår i släktet Geckolepis och familjen geckoödlor. IUCN kategoriserar arten globalt som livskraftig. Inga underarter finns listade i Catalogue of Life.
Arten förekommer med flera från varandra skilda populationer på Madagaskar. Den vistas i låglandet och i kulliga områden upp till 632 meter över havet. Habitatet utgörs av fuktiga skogar där arten delvis klättrar i träd. Den besöker sällan angränsande landskap.